# 第一人稱射擊遊戲引擎

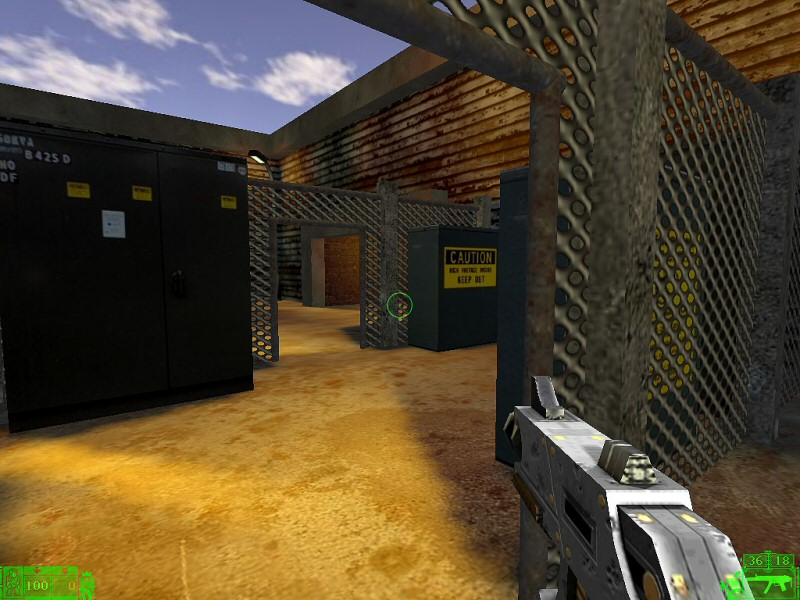
第一人稱射擊遊戲

第一人稱射擊遊戲引擎（First-person shooter engine）是針對第一人稱射擊遊戲（FPS）所設計的遊戲引擎，第一人稱代表玩家是以自我為視角來進行遊戲。

## 年表

### 1970、80年代
此時的引擎具有非常廣的特性和需求，大多數的引擎以第一人稱視角呈現並且要玩家射擊某些物體，沒有太大的變化。
- Maze War（1973年）
- Spasim（1974年）
- Battlezone（1980年）
- MIDI Maze（1987年）

- Freescape Engine：
  - Driller（1987年）
  - Dark Side（1988年）
  - Total Eclipse（1988年）
  - Castle Master（1990年）
  - Castle Master II: The Crypt（1990年）
  - The Sphinx Jinx（1991年）
  - 3D Construction Kit（1991年）
  - 3D Construction Kit II（1992年）

### 1990年代早期
此時的遊戲多為二維平面上的射擊，透過高度的參數來模擬高度，並且使用Spirte來做為物件。
- Hovertank 3D（1990年）
- Catacomb 3D（1991年）

- 德軍總部3D引擎
  - 德軍總部3D（Wolfenstein 3D）（1992年）
  - Rise of the Triad（1994年）

- Underworld Engine
  - 網路創世紀（Ultima Underworld）（1992年）
  - System Shock（1994年）

- 毀滅戰士引擎（id Tech 1）
  - 毀滅戰士（Doom）（1993年）
  - 毀滅巫師（Heretic）（1994年）
  - Hexen（1995年）

- Jedi Engine
  - Star Wars: Dark Forces（1995年）

- Build Engine
  - 毀滅公爵3D（Duke Nukem 3D）（1996年）

### 1990年代後期
這時候的遊戲引擎開始使用3D模型，允許任意形狀的物體和多邊形的物體。
- 天旋地轉（Descent）（1995年）

- 雷神之鎚引擎
  - 雷神之錘（Quake）（1996年）
  - Hexen II（1997年）

- GoldSrc引擎（雷神之鎚引擎修改版）
  - 戰慄時空（Half-Life）（1998年）
  - 絕對武力（Counter-Strike）（2000年）

- Id Tech 2引擎（id Tech 2）
  - 雷神之錘II（Quake2）
  - Heretic II（1998年）
  - Sin（1998年）
  - Soldier of Fortune（2000年）
  - Daikatana（2000年）
  - Anachronox（2001年）

- Lithtech 1.0
  - Shogo: Mobile Armor Division（1998年）
  - Blood II: The Chosen（1998年）

- 魔域幻境引擎
  - 魔域幻境（Unreal）（1998年）
  - 魔域幻境之浴血戰場（Unreal Tournament）（1999年）
  - Deus Ex（2000年）

- id Tech 3引擎（id Tech 3）
  - 雷神之鎚3（Quake 3）（1999年）
  - 重返德軍總部（Return to Castle Wolfenstein）（2001年）
  - Soldier of Fortune II: Double Helix（2002年）
  - 決勝時刻（Call of duty）（2003年）

### 2000年代初期
隨著硬體的進步，遊戲引擎開始使用更多的多邊形和更高解析度的材質，同時也嘗試了新的特效，例如雲霧、粒子系統……等。
- Refractor
  - Codename Eagle（2000年）

- Refractor 2
  - 早期版本
    - 戰地風雲1942（Battlefield 1942）（2002年）
    - 戰地風雲：越南（Battlefield Vietnam）（2004年）

  - Refractor 2引擎在2000年代中期经过一次大幅修改，又有所应用
    - 戰地風雲2（2005年）
    - 戰地風雲2142（2006年）
    - 戰地風雲：英雄（2009年）

- 魔域幻境引擎2
  - 魔域幻境之浴血戰場2003（Unreal Tournament 2003）（2002年）
  - 魔域幻境2（Unreal II）（2002年）
  - 魔域幻境之浴血戰場2004（Unreal Tournament 2004）（2004年）

### 2000年代中期
這時的引擎開始使用Pixie Shader和Vertex Shader、凸凹紋理映射、高級著色器語言……等功能，並能繪製出整合的室內和室內環境。
- CryENGINE
  - 極地戰嚎（Far Cry）（2004年）

- 毀滅戰士3引擎（id Tech 4）
  - 毀滅戰士3（Doom 3）（2004年）
  - 雷神之鎚4（Quake 4）（2005年）
  - 獵魂（Prey）（2006年）

- Source引擎
  - 戰慄時空2（Half-Life 2）（2004年）

- Lithtech Jupiter EX

### 2000年代後期
這個時代的遊戲引擎開始步入有如照片般的畫質。
- 魔域幻境引擎3
  - 戰爭機器（Gears of War）（2006年）
  - Bioshock（2007年）
  - 魔域幻境之浴血戰場3（Unreal Tournament 3）（2007年）

- CryENGINE2
  - 末日之戰（Crysis）（2007年）

- CryEngine 3
  - 末日之戰2（Crysis 2）（2010年）

- Dunia引擎
  - 孤岛惊魂2（Far Cry 2）（2008年）

- Frostbite引擎
  - 战地：叛逆连队（Battlefield: Bad Company）（2008年）
  - 戰地風雲1943（Battlefield 1943）（2009年）
  - 战地：叛逆连队2（Battlefield: Bad Company 2）（2010年）

- id Tech 5
  - 狂怒（2011年）
  - 德軍總部：新秩序（2014）
- id Tech 6
  - 毁灭战士（2016年）

## 內部連結
- 遊戲引擎